# أندي ديفيز
أندي ديفيز (بالإنجليزية: Andy Davies)‏ هو بواق بريطاني، ولد في 1 فبراير 1981.